# Обитаема зона
Обитаема зона в астрономията и астробиологията е условна космическа област около звезда, в рамките на която повърхността на дадена планета може да поддържа течна вода, ако атмосферното налягане е достатъчно. Границите на тази зона като цяло се основават на местоположението на Земята в Слънчевата система и количеството лъчиста енергия, която тя получава от Слънцето. Поради важността на течната вода за земната биосфера, естеството на обитаемата зона и обектите в нея могат да са от ключово значение при определяне на обхвата и разпространението на планетите, способни да поддържат земеподобен извънземен живот.
От въвеждането на понятието за пръв път през 1953 г. е установено, че много звезди имат планети в обитаемата си зона. Повечето открити такива планети са по-големи от Земята, тъй като те са просто по-лесни за откриване. През ноември 2013 г. астрономи докладват, че според данни от Кеплер, вероятно съществуват около 40 милиарда екзопланети с размера на Земята, орбитиращи в обитаемите зони на слънцеподобни звезди и червени джуджета в Млечния път. Проксима Кентавър b, намираща се на 4,2 светлинни години от Земята в съзвездието Кентавър е най-близката известна екзопланета на орбита в обитаемата зона на звездата си. Обитаемата зона е от особен интерес във възникващата област на изследвания за обитаемостта на естествените спътници, тъй като спътниците с голяма маса в обитаемата зона могат да се окажат повече от самите планети.
С течение на времето, концепцията на „обитаемата зона“ започва да се оспорва като първичен критерий за живот. С откриването на доказателства за наличието на течна вода извън Земята, започва да се смята, че значителни количества течна вода се намират извън обитаемата зона. Идеята за наличие на биосфера от земен тип дълбоко под повърхността, която може да съществува независимо от енергита, постъпваща от звездата вече е широко приета в астробиологията, предвид голямото количество течна вода, която присъства в литосферите и астеносферите в Слънчевата система. Поддържана от други енергийни източници, като например приливното нагряване - нагряването, предизвикано от вътрешно триене вследствие на приливната сила или радиоактивен разпад, течна вода се среща дори на междузвездни планети и на техните спътници. Освен това течна вода може да съществува в широки граници на температура и налягане като разтвор (например с морска сол на Земята), благодарение на различните ѝ колигативни свойства.

## Обитаема зона на звезда
Границите на обитаемата зона се установяват въз основа на нужните условия за наличие на течна вода на планетите, разположени в нея, тъй като тя е необходим разтворител в много биохимични реакции.
Отвъд външната граница на обитаемата зона планетата не получава достатъчно слънчеви лъчи, за да компенсира радиационните загуби и температурата ѝ би паднала под точката на замръзване на водата. Планета, разположена по-близо до светилото от вътрешната граница на обитаемата зона, би била прекомерно нагрята от лъчението, в резултат на което водата би се изпарила.
Разстоянието до звездата, където явлението на течна вода е възможно, се изчислява спрямо размера и светимостта на звездата. Центърът на обитаемата зона около дадена звезда се намира чрез уравнението:
{\displaystyle d_{au}={\sqrt {L_{star}/L_{sun}}}}, където:
{\displaystyle d_{au}} е средният радиус на обитаемата зона в астрономически единици;
{\displaystyle L_{star}} е болометричният показател (светимостта) на звездата;
{\displaystyle L_{sun}} е болометричният показател (светимостта) на Слънцето.
Що се отнася до Слънчевата система, съществуват различни оценки за това докъде се простира обитаемата зона в нея.

## Галактическа обитаема зона
Съображенията, че местоположението на планетарна система, намираща се в рамките на галактика, трябва да оказва влияние върху развитието на живот, са довели до концепцията за т.нар. „галактическа обитаема зона“. Тя е развита през 1995 г. Гийермо Гонзалес, въпреки оспорването ѝ.
Галактическата обитаема зона представлява пръстенообразна област, намираща се в плоскостта на галактическия диск. По текущи оценки, обитаемата зона на Млечния път се намира на 7 – 9 парсека от центъра на галактиката, като с времето се разширява и включва звезди на възраст от 4 до 8 милиарда години. От тях около 75% са по-стари от Слънцето.
През 2008 г. група учени публикува резултатите от проведена обширна компютърна симулация, според която поне в галактиките, подобни на Млечния път, слънцеподобните звезди могат да се придвижват на големи разстояния. Това противоречи на идеята, че някои зони в галактиките са по-пригодни за живот, отколкото други.